# Anna Tsjitsjerova
Anna Vladimirovna Tsjitsjerova (Russisch: А́нна Влади́мировна Чи́черова) (Jerevan, 22 juli 1982) is een Russische hoogspringster. Ze werd op dit onderdeel wereldkampioene bij de senioren, de B-junioren en de militairen, Europees indoorkampioene en meervoudig Russisch kampioene. Ze is Russisch in- en outdoorrecordhoudster en nam driemaal deel aan de Olympische Spelen en won hierbij in totaal twee medailles. Een ervan werd haar jaren later overigens weer ontnomen toen bij het hertesten van bewaarde monsters bleek, dat zij bij de Spelen van 2008 de dopingregels had overtreden.

## Biografie

### Eerste wereldtitel, bij de B-junioren
Tsjitsjerova trad voor de eerste maal in de internationale schijnwerpers bij de wereldkampioenschappen voor B-junioren in Bydgoszcz in 1999. Enkele dagen voor haar zeventiende verjaardag werd ze er wereldkampioene hoogspringen met een sprong over 1,89 m. Twee jaar later, op de Europese jeugdkampioenschappen in het Italiaanse Grosseto, viel ze met een sprong over 1,90 opnieuw in de prijzen. Ze werd tweede achter de Roemeense Ramona Pop, die een hoogte van 1,92 overbrugde. Opmerkelijk was dat de Kroatische Blanka Vlašić, de latere wereldkampioene, in deze wedstrijd met 1,88 niet verder kwam dan een zevende plaats.

### Beter dan Blanka Vlašić
Vervolgens toonde Tsjitsjerova in de jaren erna aan, dat zij ook bij de senioren met de besten mee kon komen. Zo veroverde zij op de wereldindoorkampioenschappen van 2003 in Birmingham een bronzen plak achter Kajsa Bergqvist (1e met 2,01) en Jelena Jelesina (2e met 1,99) met een sprong over eveneens 1,99. Opnieuw wist ze hier vóór Blanka Vlašić (vierde met 1,96) te eindigen. Bij de wereldkampioenschappen in Parijs, later dat jaar, werd ze met 1,95 zesde.
In het olympische jaar 2004 ging Anna Tsjitsjerova uitstekend van start door op de WK indoor in Boedapest bij het hoogspringen de tweede plaats voor zich op te eisen achter Jelena Slesarenko, die met een sprong van 2,04 een Russisch indoorrecord vestigde. Tsjitsjerova sprong over 2,00 en wist alweer Blanka Vlašić voor te blijven, die derde werd met 1,97. Bij de Olympische Spelen in Athene, later dat jaar, kwam ze met 1,96 echter niet verder dan een wat tegenvallende zesde plaats. Landgenote Slesarenko werd hier olympisch kampioene met een olympische recordsprong van 2,06.

### Europees indoorkampioene
In 2005 won Tsjitsjerova haar eerste grote titel bij de senioren: ze werd in Madrid met 2,01 Europees indoorkampioene. Maar bij de WK in Helsinki in augustus van datzelfde jaar viel ze met 1,96 en een vierde plaats weer net buiten de medailles. Kajsa Bergqvist werd hier met 2,02 wereldkampioene. Ter compensatie behaalde Tsjitsjerova een week later de hoogspringtitel op de universiade in het Turkse İzmir, waarvoor een sprong over 1,90 volstond.
Na een seizoen 2006, waarin Tsjitsjerova op hoogspringgebied weinig opzienbarends presteerde, was zij in 2007 weer present op de EK indoor in Birmingham, waar zij bij het hoogspringen met 1,92 tot een gedeelde zesde plaats kwam. Vervolgens haalde ze op de WK in 2007 onverwachts goed uit door in Osaka met een persoonlijk record van 2,03 een zilveren medaille te winnen achter Blanka Vlašić, die met 2,05 de wereldtitel voor zich opeiste. De Italiaanse Antonietta di Martino behaalde in precies evenveel pogingen eveneens de hoogte van 2,03, zodat ook zij zilver won. Jelena Slesarenko werd door dit onverwachte springgeweld ondanks een sprong over 2,00 van het eremetaal afgehouden. Met vijf hoogspringsters over de 2 meter was dit het beste eindresultaat sinds de invoering van de wereldkampioenschappen.

### Brons op Olympische Spelen
In 2008 was Anna Tsjitsjerova er op de Olympische Spelen in Peking opnieuw bij en weer speelde zij een hoofdrol. In een wedstrijd die overigens in het teken stond van de tweestrijd tussen Blanka Vlašić en de verrassende Belgische Tia Hellebaut, gewonnen door de laatste, wist Tsjitsjerova zich goed staande te houden en met een evenaring van haar PR van 2,03 uit Osaka de bronzen medaille weg te kapen voor de neus van Jelena Slesarenko, die ditmaal op 2,01 bleef steken. Aan het eind van het seizoen gaf Tsjitsjerova nog eens ten overvloede blijk van haar goede vorm door bij wedstrijden in Zagreb gelijk te eindigen met Vlašić op 2,04, een PR. Doordat Tsjitsjerova vervolgens afzag van de jump-off die had moeten plaatsvinden om de winnares van de wedstrijd vast te stellen, eindigde de Kroatische ten slotte als eerste.

Bij hertest van de urinestalen van Beijing is gebleken dat onder meer Tsjitsjerova niet aan de dopingregels voldeed. Haar resultaat is geschrapt.

### Comeback na eerste kind
In 2009 veroverde Tsjitserova haar vierde Russische hoogspringtitel, waarna zij er in 2010 een jaar tussenuit stapte: ze raakte in verwachting en kreeg in september van dat jaar haar eerste kind, Nika.
In 2011 vierde zij haar comeback en dat deed zij door niet alleen opnieuw Russisch kampioene te worden, maar nadien tijdens de WK in Daegu ook de hoogspringtitel voor zich op te eisen. Hoewel Blanka Vlašić over dezelfde hoogte, 2,03, wipte als de Russische, deed Tsjitserova dit met minder foutsprongen en was zij dit keer de Kroatische de baas. De Italiaanse Antonietta Di Martino werd derde met 2,00.

### Olympisch kampioene
In 2012 bereikte Anna Tsjitserova het hoogtepunt van haar atletiekloopbaan. Nadat zij aan het begin van het seizoen tijdens de WK indoor in Istanboel nog een nederlaag had geleden, door achter de Amerikaanse Chaunté Lowe (winnares met 1,98) tweede te worden met 1,95, was zij op de Olympische Spelen in Londen ongenaakbaar. Terwijl haar naaste concurrentes Brigetta Barrett en Svetlana Sjkolina vergeefs poogden om over 2,05 te geraken, slaagde Tsjitserova hierin bij haar tweede poging en veroverde het goud.  
Tsjitserova wist in 2013 voor thuispubliek tijdens de wereldkampioenschappen van Moskou niet haar wereldtitel te prolongeren. Ze werd derde, samen met Ruth Beitia met een sprong over 1,97 m. Een jaar later moest de hoogspringster de Europese kampioenschappen van Zürich aan haar voorbij laten gaan vanwege een enkelblessure.

### Olympische medaille verspeeld
Op 6 oktober 2016 maakte het IOC bekend, dat bij het opnieuw testen van bewaarde urinestalen van Anna Tsjitsjerova van de Olympische Spelen van 2008 de Russische atlete alsnog was betrapt op gebruik van het verboden product turinabol. Als gevolg hiervan moest zij haar op de Spelen in Peking veroverde bronzen medaille weer inleveren.
Tsjitsjerova is aangesloten bij de atletiekvereniging van het Russische leger in Moskou, waar ze wordt getraind door Jevgeni Zagoroelko. Ze is getrouwd met Gennadi Tsjernovol.

## Titels
- Olympisch kampioene hoogspringen - 2012
- Wereldkampioene hoogspringen - 2011
- Wereldkampioene B-junioren hoogspringen - 1999
- Militair wereldkampioene hoogspringen 2003
- Europees indoorkampioene hoogspringen - 2005
- Russisch kampioene hoogspringen - 2004, 2007, 2008, 2009, 2011, 2012
- Russisch indoorkampioene hoogspringen - 2005, 2007

## Persoonlijke records
| Onderdeel              | Prestatie   | Datum           | Plaats     |
| ---------------------- | ----------- | --------------- | ---------- |
| hoogspringen (outdoor) | 2,07 m (NR) | 22 juli 2011    | Cheboksary |
| hoogspringen (indoor)  | 2,06 m (NR) | 4 februari 2012 | Arnstadt   |

## Palmares

### Kampioenschappen
| Jaar | Wedstrijd                         | Plaats            | Resultaat | Prestatie |
| ---- | --------------------------------- | ----------------- | --------- | --------- |
| 1999 | Wereldkampioenschappen B-junioren | Bydgoszcz         | 1e        | 1,89 m    |
| 2000 | WK junioren                       | Santiago de Chile | 4e        | 1,85 m    |
| 2001 | EK junioren                       | Grosseto          | 2e        | 1,90 m    |
| 2001 | Universiade                       | Peking            | 8e        | 1,85 m    |
| 2003 | WK indoor                         | Birmingham        | 3e        | 1,99 m    |
| 2003 | WK militairen                     | Catania           | 1e        | 1,89 m    |
| 2003 | WK                                | Parijs            | 6e        | 1,95 m    |
| 2004 | WK indoor                         | Boedapest         | 2e        | 2,00 m    |
| 2004 | OS                                | Athene            | 6e        | 1,96 m    |
| 2004 | ISTAF 2004                        | Berlijn           | 9e        | 1,85 m    |
| 2004 | Wereldatletiekfinale              | Monaco            | 7e        | 1,92 m    |
| 2005 | EK indoor                         | Madrid            | 1e        | 2,01 m    |
| 2005 | Universiade                       | İzmir             | 1e        | 1,96 m    |
| 2005 | WK                                | Helsinki          | 4e        | 1,96 m    |
| 2005 | Wereldatletiekfinale              | Monaco            | 7e        | 1,89 m    |
| 2006 | SPAR Europacup                    | Málaga            | 3e        | 1,92 m    |
| 2006 | Wereldatletiekfinale              | Stuttgart         | 6e        | 1,90 m    |
| 2007 | EK indoor                         | Birmingham        | 6e        | 1,92 m    |
| 2007 | WK                                | Osaka             | 2e        | 2,03 m    |
| 2008 | OS                                | Peking            | DSQ       | 2,03 m    |
| 2008 | Wereldatletiekfinale              | Stuttgart         | 2e        | 1,97 m    |
| 2009 | WK                                | Berlijn           | 2e        | 2,02 m    |
| 2009 | Wereldatletiekfinale              | Thessaloniki      | 2e        | 2,00 m    |
| 2011 | WK                                | Daegu             | 1e        | 2,03 m    |
| 2012 | WK indoor                         | Istanboel         | 2e        | 1,95 m    |
| 2012 | OS                                | Londen            | 1e        | 2,05 m    |
| 2013 | WK                                | Moskou            | 3e        | 1,97 m    |
| 2015 | WK                                | Peking            | 3e        | 2,01 m    |

### Golden League-podiumplekken
| Jaar | Wedstrijd          | Plaats      | Resultaat | Prestatie |
| ---- | ------------------ | ----------- | --------- | --------- |
| 2008 | ISTAF              | Berlijn     | 3e        | 1,97 m    |
| 2008 | Weltklasse Zürich  | Zürich      | 2e        | 1,98 m    |
| 2009 | Meeting Areva      | Saint-Denis | 2e        | 1,97 m    |
| 2009 | Weltklasse Zürich  | Zürich      | 2e        | 1,98 m    |
| 2009 | Memorial Van Damme | Brussel     | 2e        | 2,00 m    |

### Diamond League-podiumplekken
| Jaar | Wedstrijd           | Plaats      | Resultaat | Prestatie |
| ---- | ------------------- | ----------- | --------- | --------- |
| 2011 | Athletissima        | Lausanne    | 1e        | 1,95 m    |
| 2011 | British Grand Prix  | Birmingham  | 2e        | 1,99 m    |
| 2011 | Memorial Van Damme  | Brussel     | 1e        | 2,05 m    |
| 2012 | Prefontaine Classic | Eugene      | 1e        | 2,02 m    |
| 2012 | London Grand Prix   | Londen      | 3e        | 1,94 m    |
| 2012 | DN Galan            | Stockholm   | 1e        | 2,00 m    |
| 2012 | Memorial Van Damme  | Brussel     | 2e        | 1,95 m    |
| 2013 | Golden Gala         | Rome        | 1e        | 1,98 m    |
| 2013 | Bislett Games       | Oslo        | 3e        | 1,95 m    |
| 2013 | Meeting Areva       | Saint-Denis | 1e        | 2,01 m    |
| 2013 | Herculis            | Monaco      | 2e        | 1,98 m    |
| 2013 | DN Galan            | Stockholm   | 2e        | 1,98 m    |
| 2013 | Memorial Van Damme  | Brussel     | 2e        | 1,98 m    |
| 2014 | Prefontaine Classic | Eugene      | 1e        | 2,01 m    |

1928: Ethel Catherwood ·
1932: Jean Shiley ·
1936: Ibolya Csák ·
1948: Alice Coachman ·
1952: Esther Brand ·
1956: Mildred McDaniel ·
1960: Iolanda Balaș ·
1964: Iolanda Balaș ·
1968: Miloslava Rezková ·
1972: Ulrike Meyfarth ·
1976: Rosemarie Ackermann ·
1980: Sara Simeoni ·
1984: Ulrike Meyfarth ·
1988: Louise Ritter ·
1992: Heike Henkel ·
1996: Stefka Kostadinova ·
2000: Jelena Jelesina ·
2004: Jelena Slesarenko ·
2008: Tia Hellebaut ·
2012: Anna Tsjitsjerova ·
2016: Ruth Beitia ·
2020: Maria Lasitskene ·
2024: Jaroslava Mahoetsjich
1983 Tamara Bykova ·
1987 Stefka Kostadinova ·
1991 Heike Henkel ·
1993 Ioamnet Quintero ·
1995 Stefka Kostadinova ·
1997 Hanne Haugland ·
1999 Inha Babakova ·
2001 Hestrie Cloete ·
2003 Hestrie Cloete ·
2005 Kajsa Bergqvist ·
2007 Blanka Vlašić ·
2009 Blanka Vlašić ·
2011 Anna Tsjitsjerova ·
2013 Brigetta Barrett ·
2015 Maria Koetsjina ·
2017 Maria Lasitskene ·
2019 Maria Lasitskene ·
2022 Eleanor Patterson ·
2023 Jaroslava Mahoetsjich